# DB E 10 sorozat

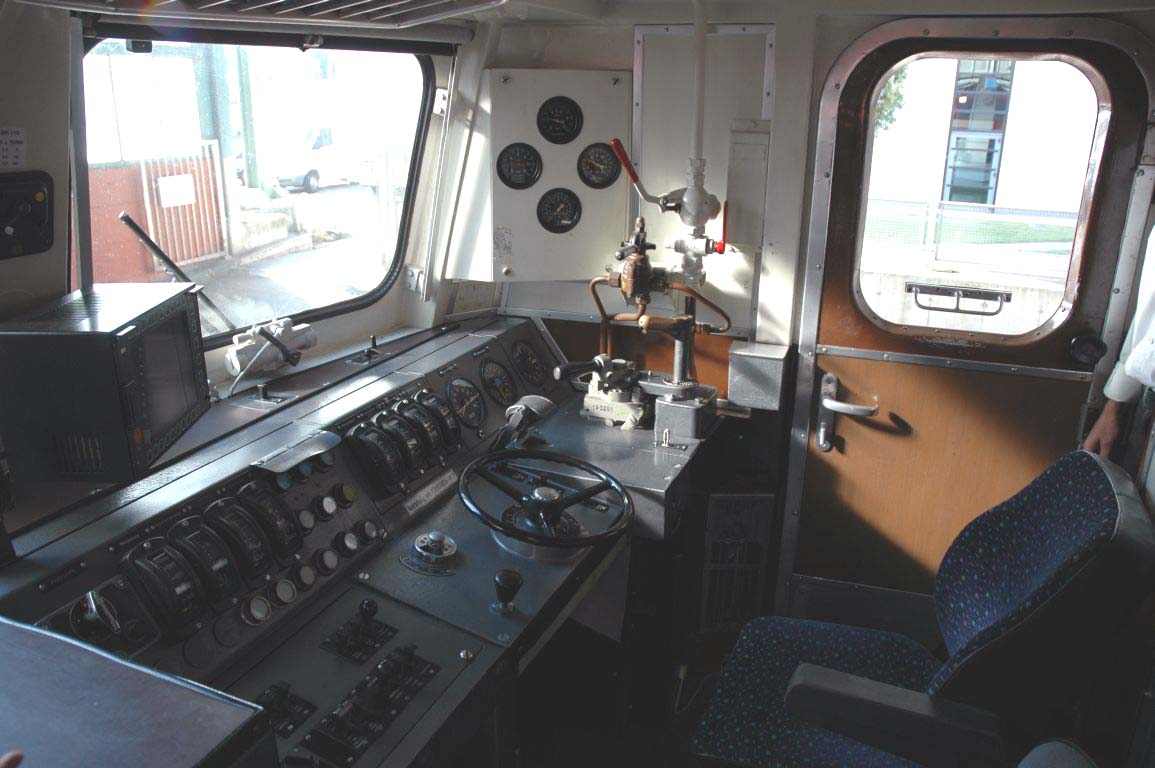
Vezetőállás

A DB 110 sorozat (eredetileg DB E 10 sorozat) egy 1952-ben kifejlesztett Bo'Bo' tengelyelrendezésű villamosmozdony-sorozat a Deutsche Bundesbahn részére a nagysebességű személyszállításhoz. 1968 óta 110-es és 112-es sorozatként üzemelnek, majd 1988-ban a 112-es sorozatszámot 113-asra és 114-esre számozták át. 2006-ban 38 db mozdony 115-ös sorozatként a DB AutoZughoz került, ahol autószállító és éjszakai gyorsvonatok vontatása volt a feladata. Az utolsó DB 115-ös 2019 januárjában búcsúzott a közlekedéstől.

## Variációk
- Eredetileg E 10.12 / majd 112-es sorozat (1962-1991)
- 113-as sorozat (1991-napjainkig)
- Régi 114-es sorozat, már selejtezve (1988-1995)
- 115-ös sorozat 2005-től 2019-ig DB AutoZug alkalmazásában.